# Max Heiliger

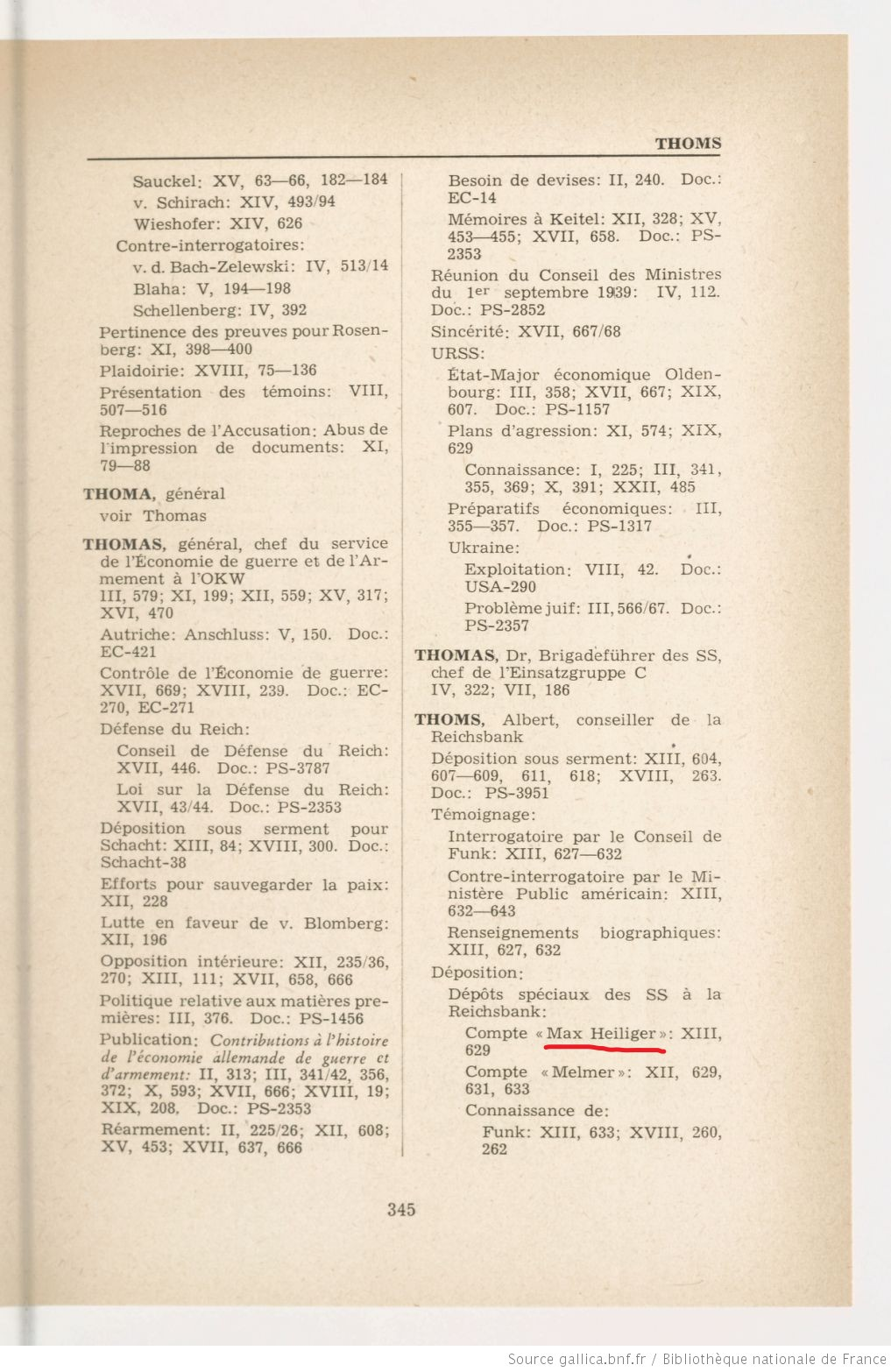
Extrait du procès des grands criminels de guerre devant le tribunal militaire international : Nurembe... (1947-1949), page 351.

« Max Heiliger » est un nom fictif créé par le Troisième Reich sous l'autorité du président de la Reichsbank, Walther Funk, dans un arrangement secret avec le chef de la Schutzstaffel (SS), Heinrich Himmler.
Cette fausse identité est utilisée pour établir des comptes bancaires servant à blanchir des objets de valeur volés aux victimes du système nazi (camps de concentration et camps d'extermination).
Les billets et les bijoux volés (alliances), ainsi que l'or (or dentaire, montures de lunettes) des victimes de la Shoah, ont ainsi été placés dans les comptes de Max Heiliger, remplissant complètement plusieurs coffres de banque dès 1942.
En allemand, le terme Heiliger signifie « saint ». Cette forme d'« humour » n'est pas inhabituelle chez les nazis.

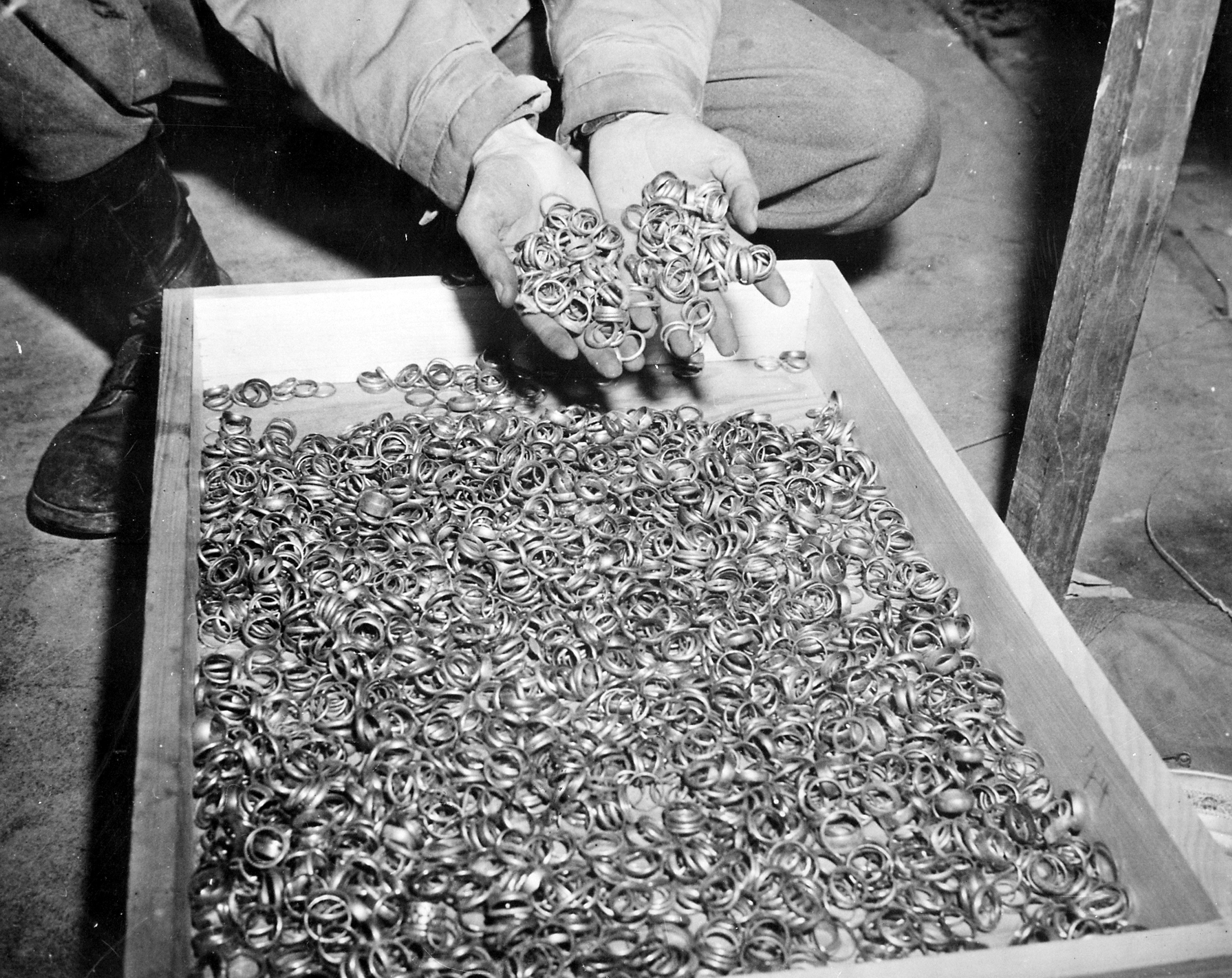
Alliances volées au camp de concentration de Buchenwald.

## Traduction
- (en) Cet article est partiellement ou en totalité issu de l’article de Wikipédia en anglais intitulé « Max Heiliger » (voir la liste des auteurs).